# Domkomplex von Verona

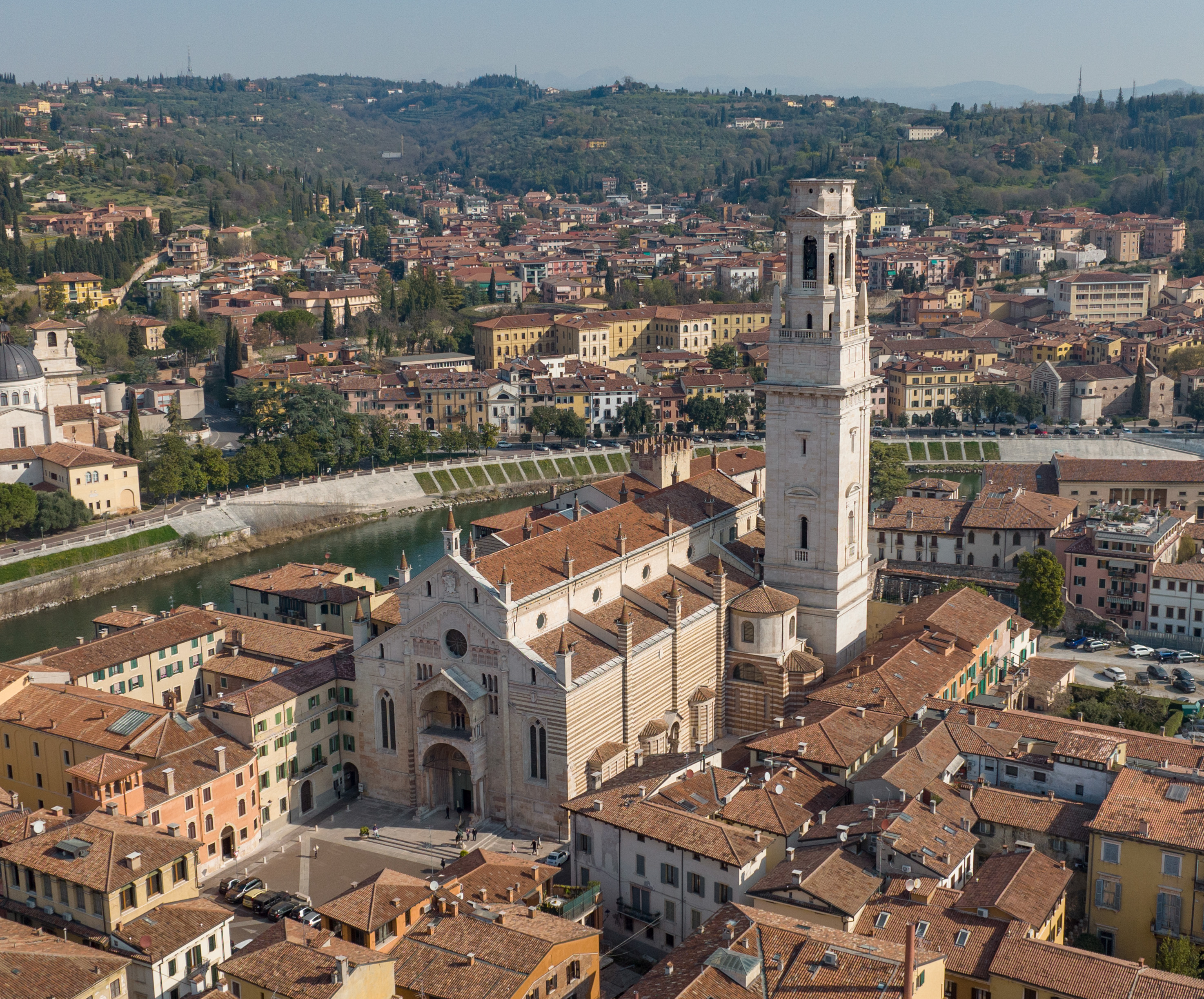
Duomo di Verona aus Südwesten, mit Backsteinbänderung am Seitenschiff

Der Domkomplex von Verona ist ein Gebäudeensemble im UNESCO-Weltkulturerbe Altstadt von Verona. Die Kathedrale selbst ist unter den Namen Santa Maria Assunta oder Santa Maria Matricolare (Matricolare = Mutterkirche) bekannt.

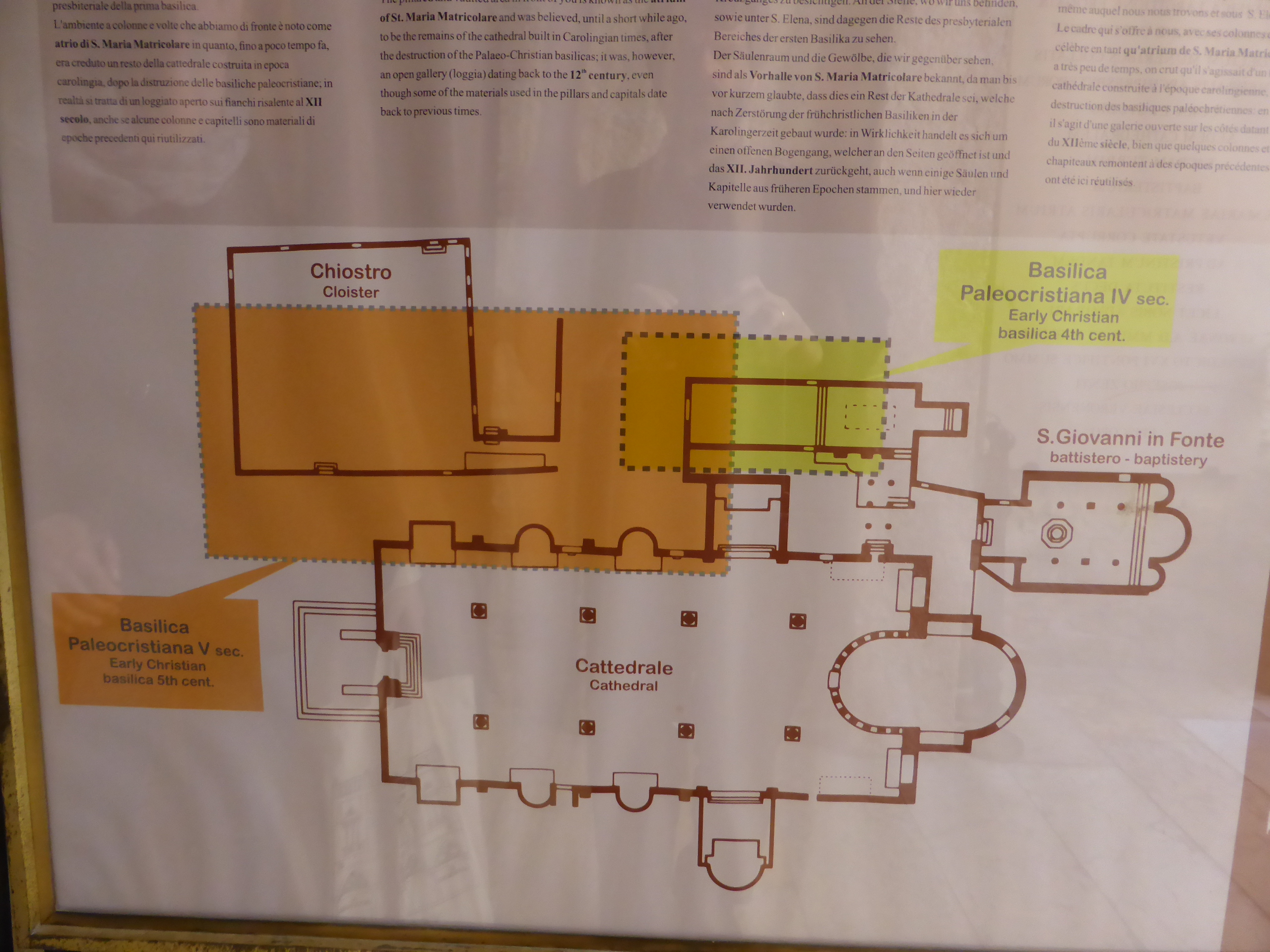
Übersichtsplan des Domkomplexes

## Gebäude des Domkomplexes
- Dom Santa Maria Matricolare
- Sant’ Elena
- San Giovanni in Fonte
- Domherrenkreuzgang
- Kapitularbibliothek
- Bischofssitz

## Geschichte
Das Areal des heutigen Domkomplexes war in der römischen Kaiserzeit mit Villen bebaut, zu denen Privatbäder (balnea) und wahrscheinlich auch kleine Kulttempel gehörten.

### Spätantike
Zeno, der Bischof von Verona, veranlasste in seiner Amtszeit (zwischen 362 und 380) den Bau einer Basilika A, die bald durch einen größeren Kirchenbau ersetzt wurde. Diese zweite Basilika B war mindestens bis zum Ende des 7. Jahrhunderts in Gebrauch und wurde danach durch Feuer oder Erdbeben zerstört.
Reste beider Kirchen wurden im Bereich von Sant’ Elena und dem Domherrenkreuzgang freigelegt.

### Frühmittelalter
Beim Wiederaufbau der Hauptkirche von Verona wählte man im 8./9. Jahrhundert ein Areal südlich der bisherigen Bauten; es ist der Bereich der heutigen Domkirche.
Ebenfalls im 9. Jahrhundert erbaute man in der Nachbarschaft des Doms eine den Heiligen Georg und Zeno geweihte Kirche. Deren romanischer Nachfolgebau, bekannter unter dem Namen Sant’ Elena, enthält noch Bausubstanz der karolingischen Kirche.

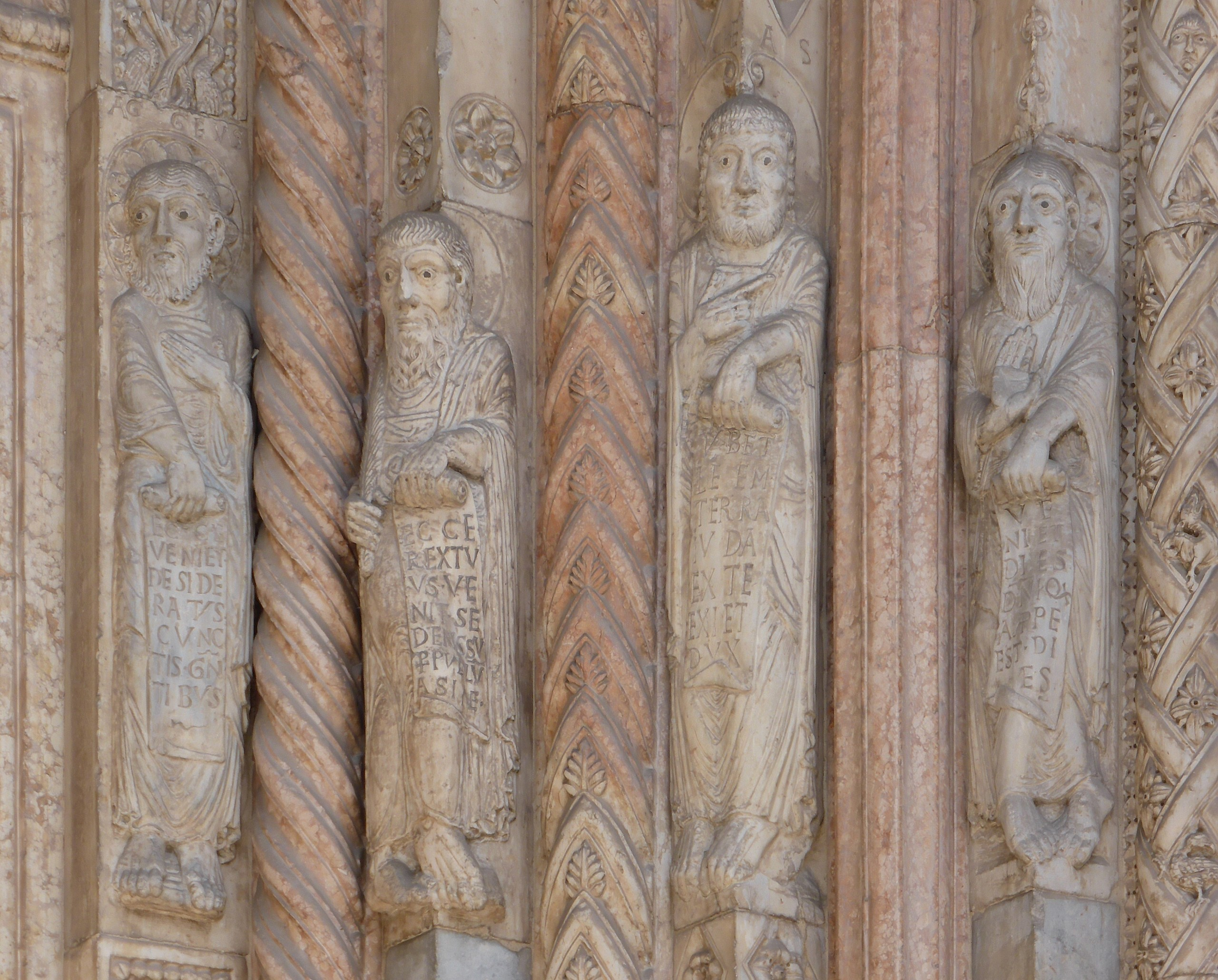
Romanische Gewändefiguren der Propheten am Hauptportal

### Romanik
Ein schweres Erdbeben, das 1117 ganz Norditalien verwüstete, zerstörte auch die Kirchen Veronas. In den folgenden zwanzig Jahren wurde der Dom in romanischen Bauformen auf der heutigen Grundfläche vergrößert wieder aufgebaut. Zu diesem romanischen Dom gehört die um 1123 erbaute Taufkapelle San Giovanni in Fonte.

### Gotik
Bei umfangreichen Umbauten von 1440 bis 1520 erhielt der Innenraum der Domkirche seine heutige, spätgotische Gestalt, ähnlich der zeitgleichen Kirche Santa Maria Gloriosa dei Frari in Venedig und noch unbeeinflusst von den Formen der Frührenaissance.

## Domkirche

### Außengestalt

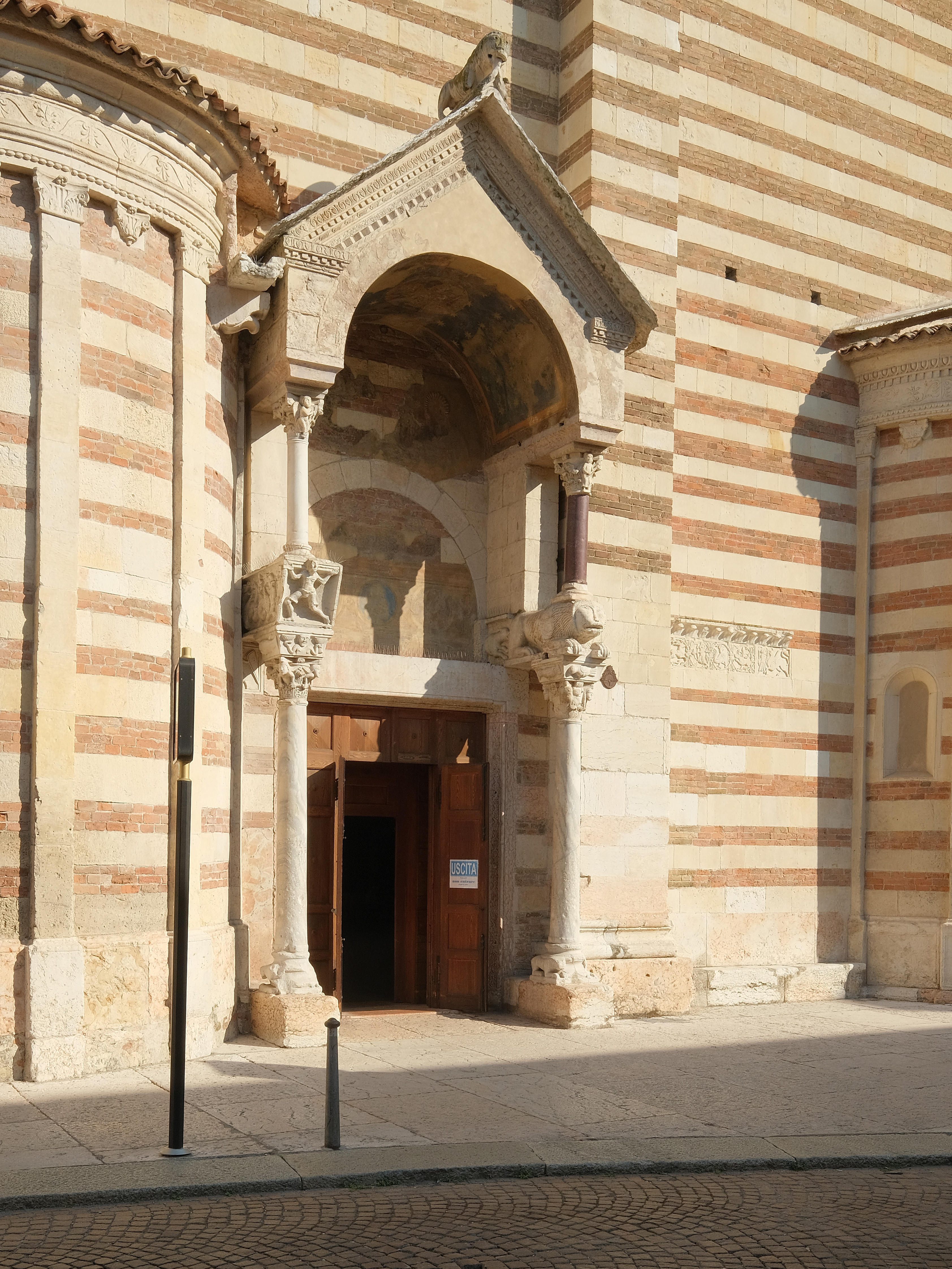
Südportal

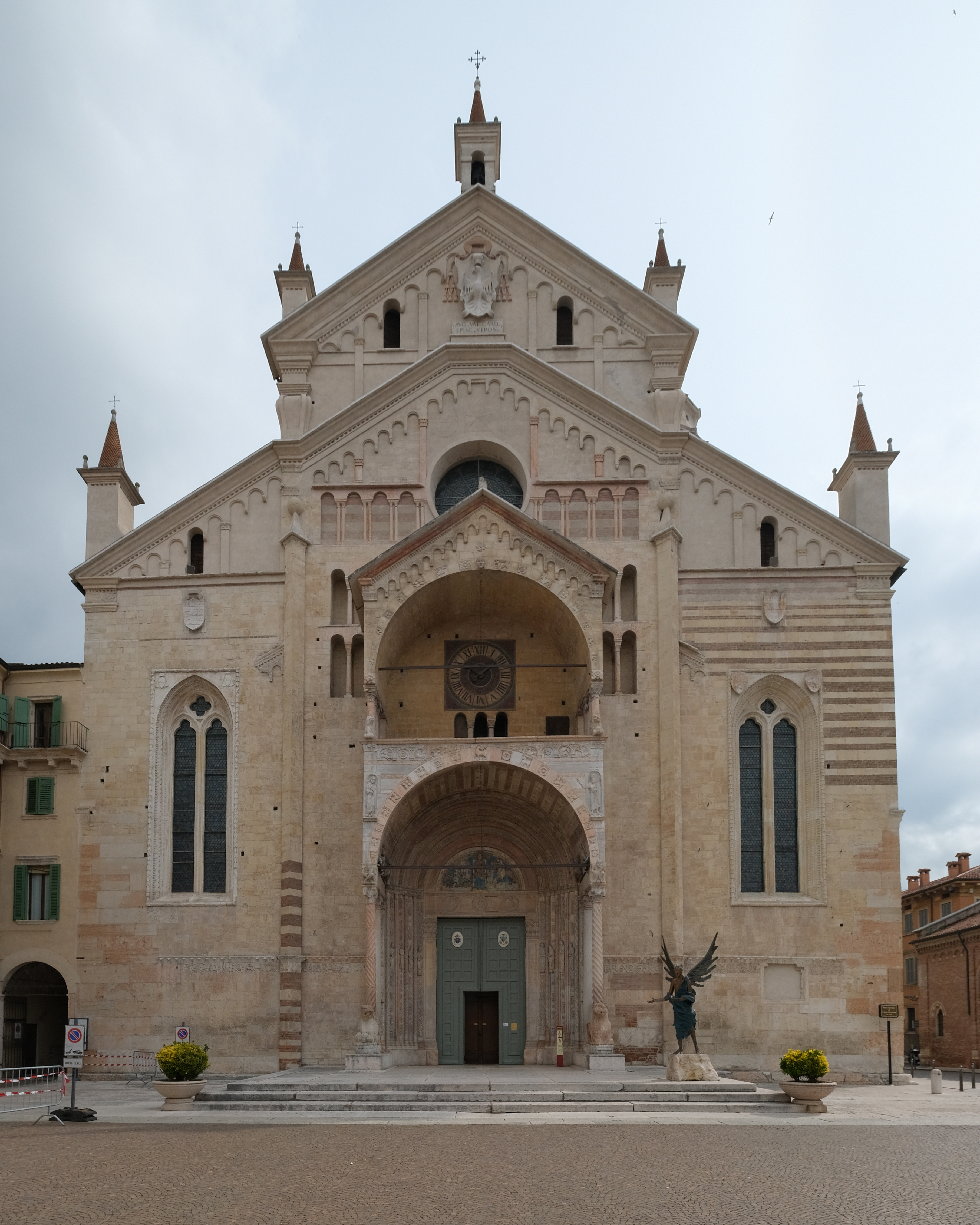
Westfassade

Die Fassaden des Doms bestehen ähnlich wie die von San Zeno Maggiore aus Tuffsteinquadern und – vor allem an der Südseite – Backstein. Dieser ist zu Bändern aus drei bis fünf Lagen gruppiert. Darin unterscheidet sich die Veroneser Backsteinbänderungen von denen in der Nordseeregion, etwa an der gotischen Nieuwe Kerk in Amsterdam oder dem romanischen Chor von St. Hippoloyt in Blexen, wo einzelne Backsteinlagen mit Lagen kaum höherer „Tuffziegel“ wechseln.
Die heutige Westfassade entstand durch einen Umbau von 1440 bis 1520, wobei man den Umriss der romanischen Basilika aber noch erkennen kann.
Das Hauptportal, 1139 von Nicolò geschaffen, besitzt einen zweigeschossigen Vorbau, der den Reliefschmuck des Portals schützt.  An diesem Vorbau sind Figuren von Johannes dem Evangelisten und Johannes dem Täufer zu sehen. Den Eingang flankieren zwei große Wächterfiguren (Hruotland und Uliviero). Zehn Propheten des Alten Testaments sind beiderseits des Eingangs dargestellt; sie zählen zu den ältesten Gewändefiguren des Mittelalters. Das Tympanon ist durch ein farbig gefasstes Relief geschmückt, das die thronende Muttergottes mit Kind (als Patronin der Domkirche) zwischen der Verkündigung an die Hirten und der Anbetung der Könige darstellt.
Das etwa zur gleichen Zeit entstandene Seitenportal besitzt ebenfalls romanische Skulpturen, sie werden als Jona und der Walfisch, Löwe und Mariae Verkündigung interpretiert.

### Innenraum

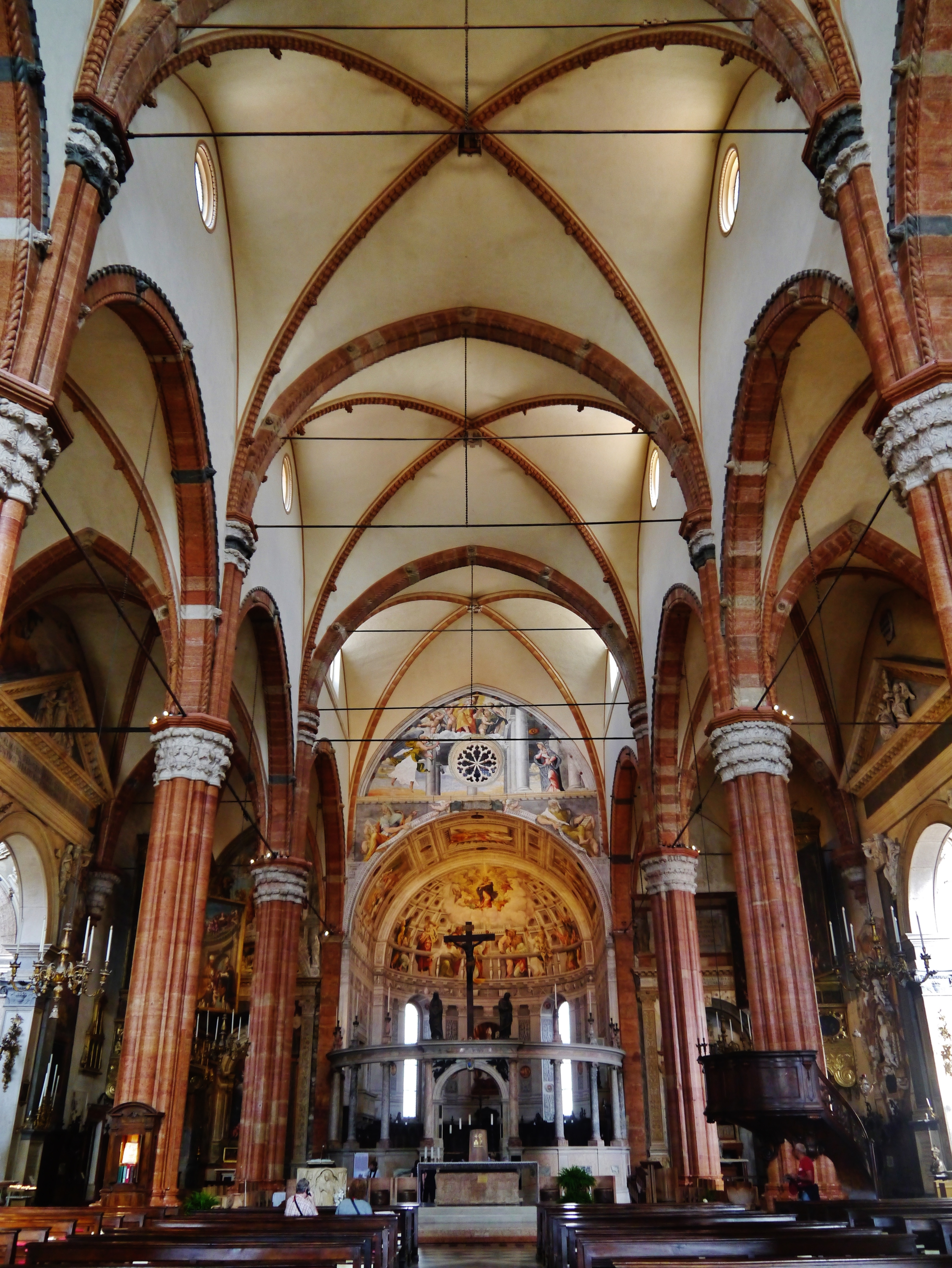
Mittelschiff nach Osten

Der Raumeindruck wird bestimmt von den Bündelpfeilern aus rotem Marmor und den weiten Arkaden, welche die Kirche trotz der Rundfenster im Obergaden hallenartig wirken lassen. Der dreischiffige Kirchenraum besitzt sechs Seitenkapellen. Sie wurden zwischen 1465 und 1504 geschaffen und mit Scheinarchitektur von Giovanni Maria Falconetto eingefasst.
An der Nordwand, von West nach Ost:
- Kapelle Cartolari-Nichesola: Fresken des 15. Jahrhunderts. Altargemälde Mariae Himmelfahrt (Assunta) von Tizian. Gegenüber seinem Hauptwerk in der venezianischen Frari-Kirche, das sich dem gleichen Thema widmet, hat die Himmelfahrtsdarstellung im Dom von Verona eine Besonderheit  darin, dass Tizian die Apostel teils nach oben zu der in den Himmel erhobenen Maria, teils zu Boden schauen lässt.

- Kapelle Abbazia-Lazzari, dem heiligen Leib und Blut Christi geweiht: Fresken von Antonio il Badile (15. Jahrhundert), Gemälde von Sante Prunati (1720).
- Kapelle Cartolari (1465, im 18. Jahrhundert umgestaltet), St. Michael geweiht: Epitaph des Erzdiakons Pacificus (846).

An der Südwand, von West nach Ost:
- Kapelle Dionisi, St. Peter und Paul geweiht: Fresken von Giovanni Maria Falconetto (1503). Gemälde Anbetung der Könige von Liberale da Verona, Gemälde von Niccolo Giolfino (15./16. Jahrhundert).

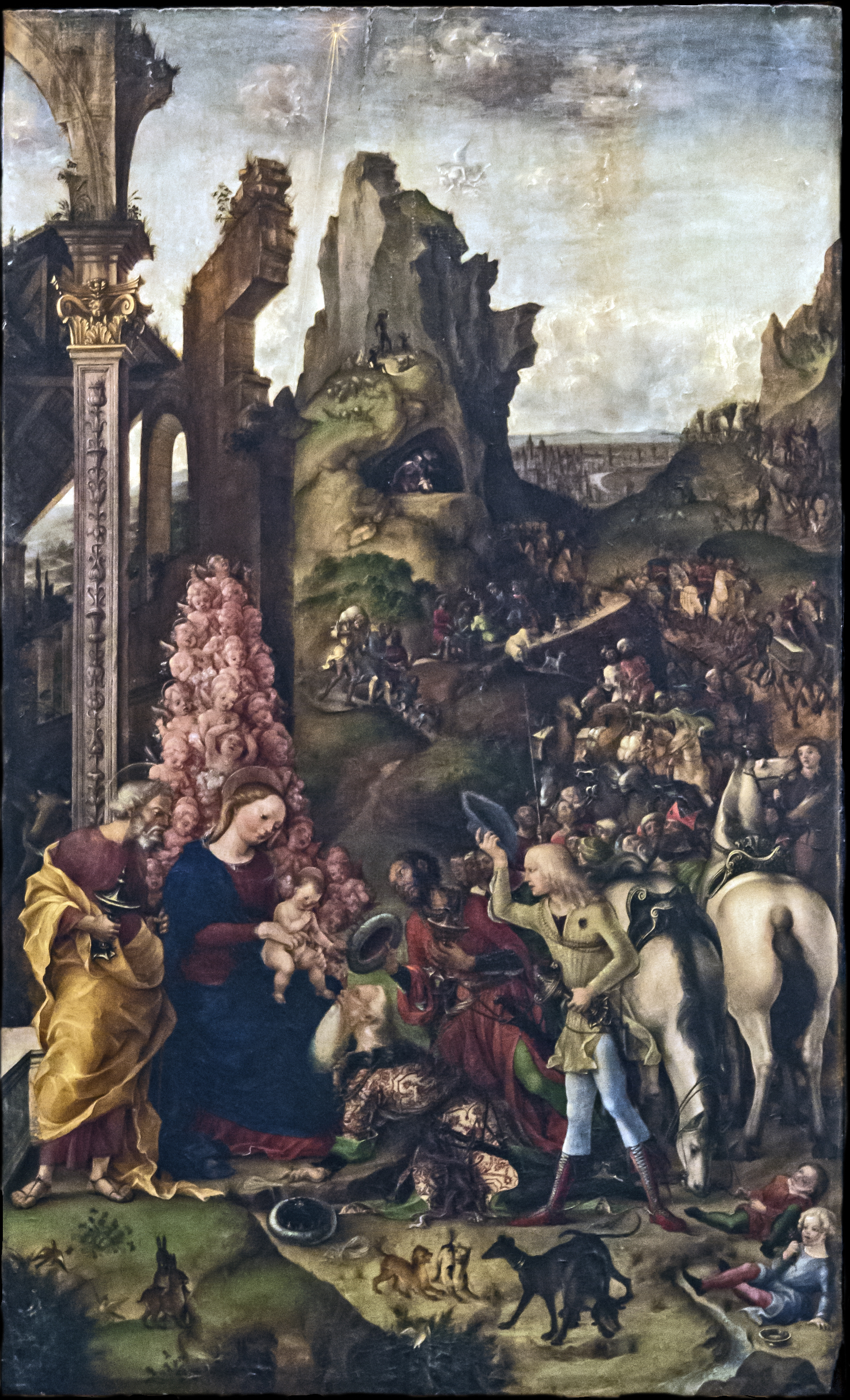
Liberale da Verona: Anbetung der Könige

- Kapelle Calcasoli, St. Antonius von Wien geweiht: Fresken von Giovanni Maria Falconetto, Gemälde von Giambettini Cignarola (1741) und Francesco Morone (16. Jahrhundert).
- Kapelle Emilei: Fresken von Giovanni Maria Falconetto, Gemälde von Giambettino Cignaroli und Francesco Morone.

Die Hauptkapelle in der Apsis wurde 1534 von Francesco Torbido ausgemalt mit Szenen aus dem Marienleben. Der halbkreisförmige Chorumgang wurde 1534 von Michele Sanmicheli aus buntem Marmor geschaffen.
In der Südostecke des Kirchenraumes befindet sich die Grabplatte von Papst Lucius III. († 1185 in Verona).

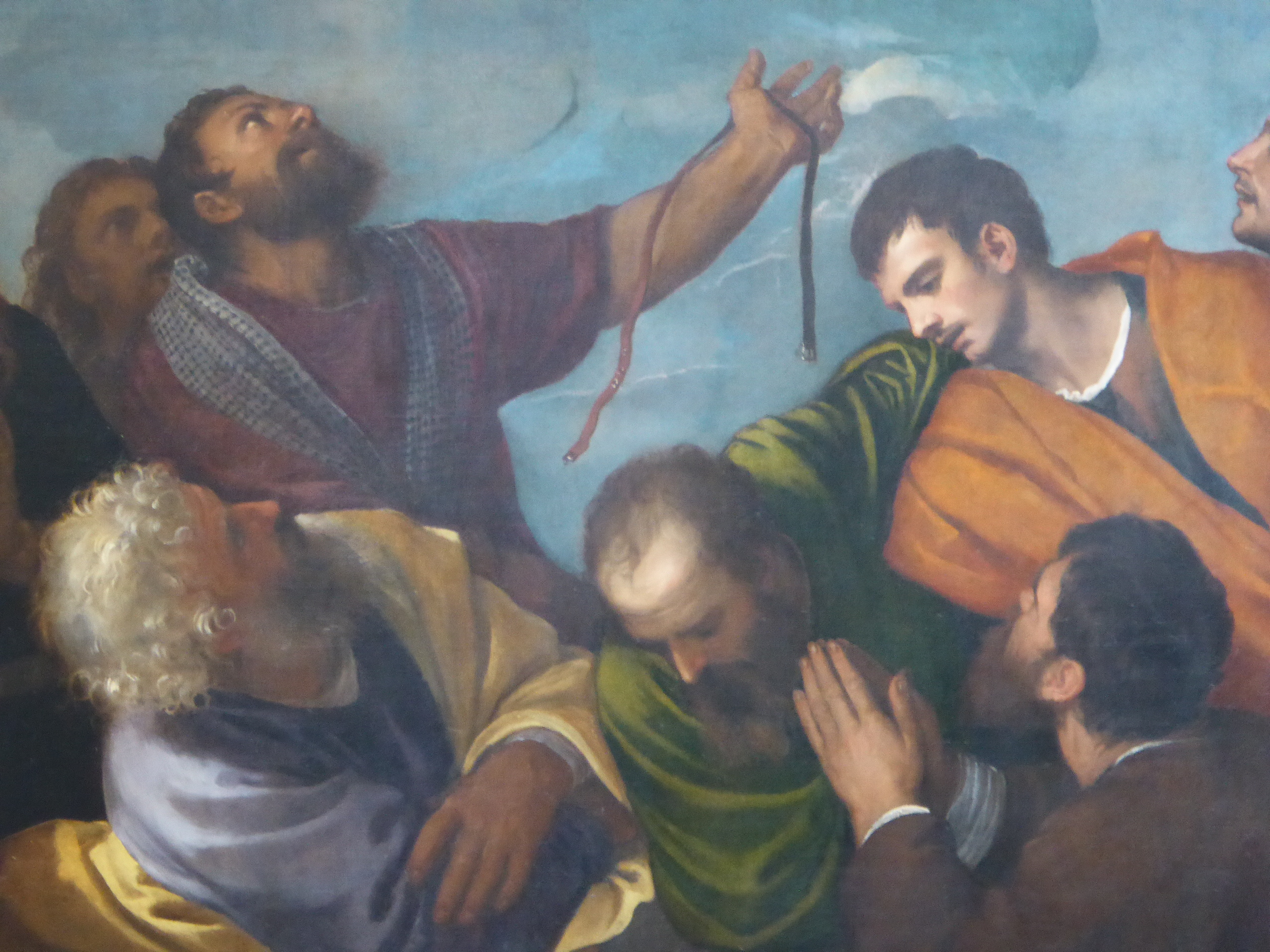
Tizian, Mariae Himmelfahrt (Detail)
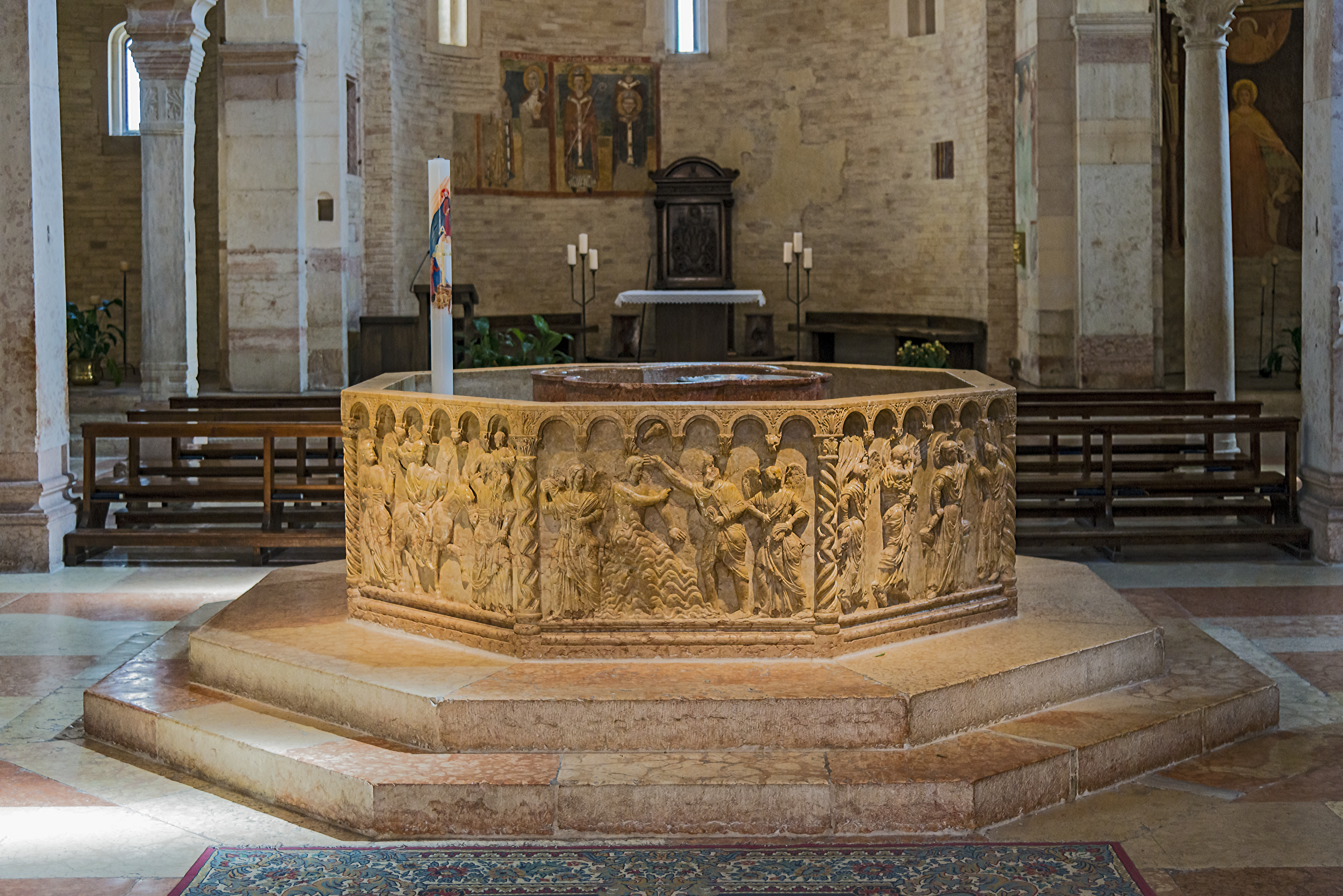
San Giovanni in Fonte

## Baptisterium (San Giovanni in Fonte)
Die Taufkapelle präsentiert sich im Wesentlichen noch in der Gestalt, die sie bei ihrer Erbauung im 12. Jahrhundert erhielt, und zeigt die typischen Merkmale Veroneser Architektur: Stützenwechsel, Mauerwerk aus abwechselnden Lagen von Tuff und Ziegeln. Das Mittelschiff ist ungewöhnlich breit, wodurch ein Raumeindruck entsteht, der an frühchristliche Basiliken erinnert. Erhalten sind Fresken des 14. Jahrhunderts.
Im Mittelpunkt der dreischiffigen Kapelle steht ein achteckiges Taufbecken, das als Hauptwerk der romanischen Bildhauerkunst gilt. Es wurde um 1200 aus einem einzigen Marmorblock herausgearbeitet. Die acht Seiten sind mit Reliefs geschmückt, die folgende biblische Szenen zeigen:
1. Verkündigung an Maria;
2. Geburt Jesu in Bethlehem;
3. Verkündigung an die Hirten;
4. Anbetung der Könige;
5. Herodes’ Befehl zum Kindermord;
6. Kindermord von Bethlehem;
7. Flucht nach Ägypten;
8. Taufe Christi im Jordan.

Die Reliefs 1 bis 3 zeigen eine feinere Gestaltung, die byzantinischen Einfluss, vermittelt durch Venedig, vermuten lässt. Die Reliefs 4 bis 8 dagegen zeigen die gleiche Hand wir das Glücksrad an der Fassade von San Zeno Maggiore.

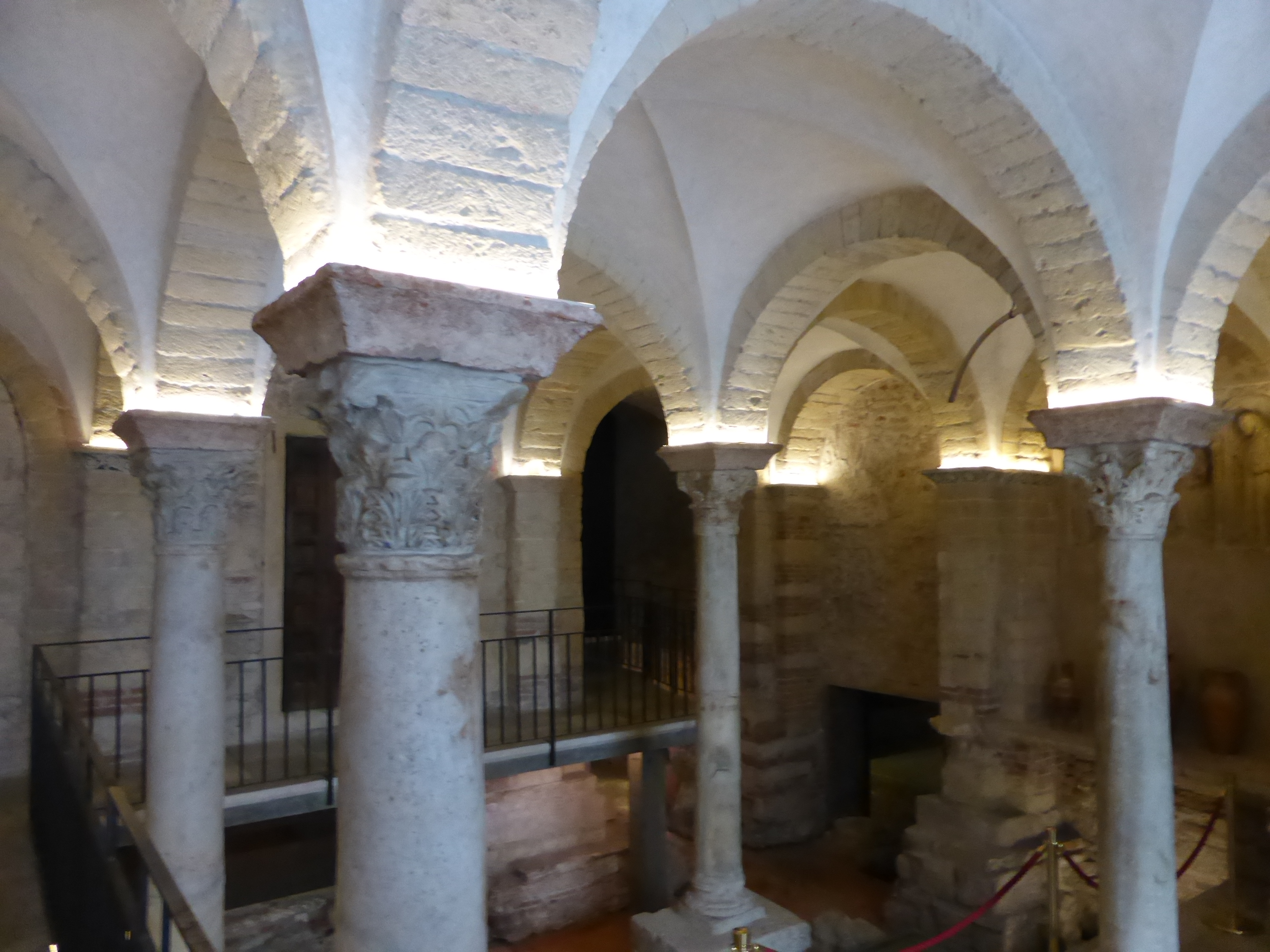
Romanisches Atrium Santa Maria Matricolare mit Ausgrabungen

## Atrium
Das romanische Atrium von Santa Maria Matricolare stellte die Verbindung zwischen dem Dom und der Chorherrenkirche Sant’ Elena her. Erhalten sind Säulen, Bögen und Kreuzrippengewölbe. Freigelegte Ausgrabungen zeigen unter anderem Grablegen in diesem Bereich.

## Sant’ Elena

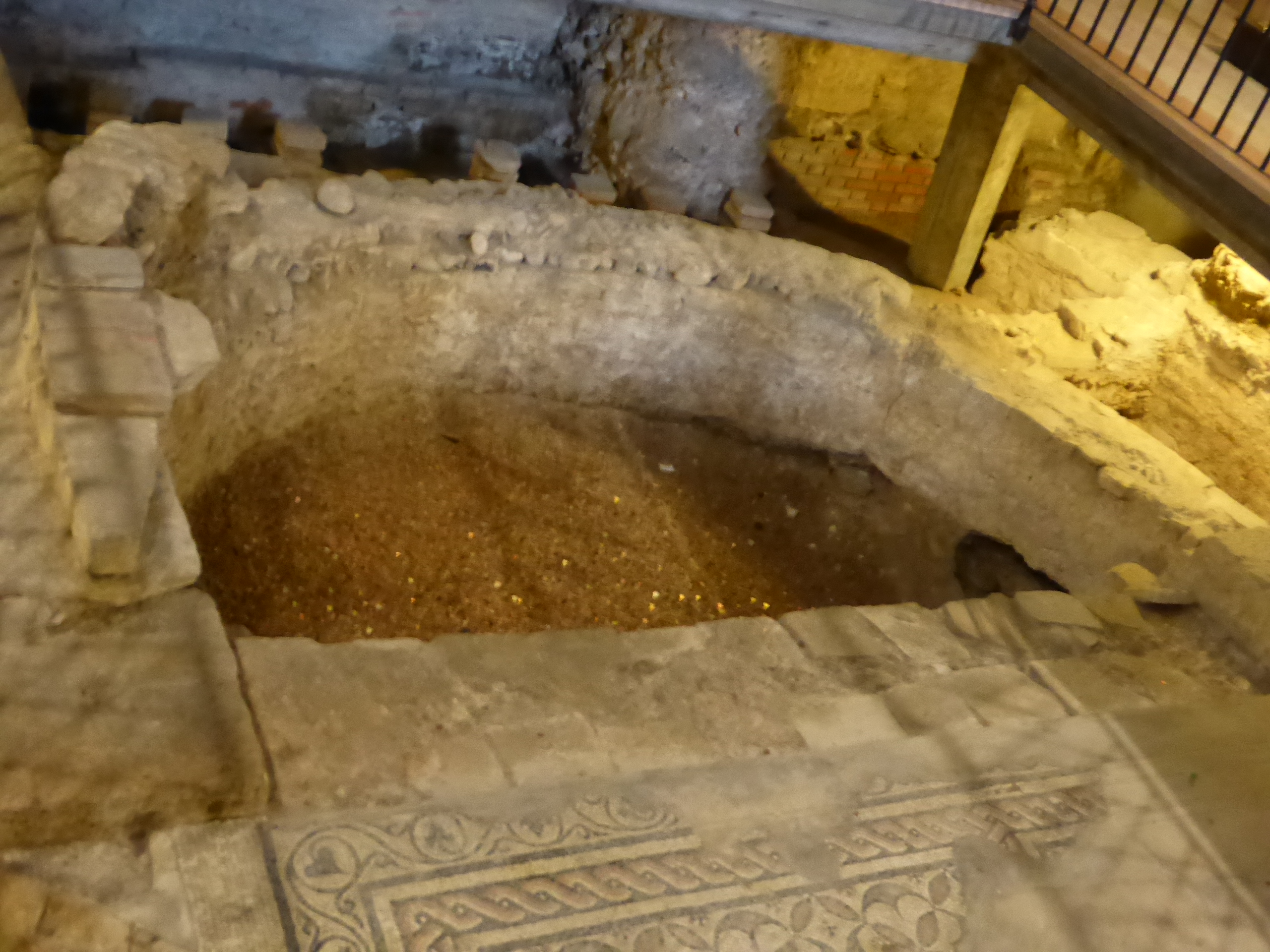
Sant’ Elena: Spuren der spätantiken Basiliken: Mosaikfußboden, Apsis, dahinter Hypokaustum

Die Chorherrenkirche wurde bei ihrem romanischen Wiederaufbau nach dem Erdbeben von 1117 der heiligen Helena geweiht, weil sie eine Kreuzreliquie besitzt. Im 14. Jahrhundert wurde sie außerdem mit einer Renaissance-Vorhalle versehen. Im Innenraum befindet sich ein Altargemälde von Felice Brusasorzi aus dem 16. Jahrhundert.
Am 20. Januar 1320 war diese Kirche Schauplatz eines Vortrags von Dante Alighieri (Quaestio de aqua et terra).
Der heutige Raumeindruck von Sant’ Elena ist wesentlich durch die freigelegten Reste der spätantiken Basiliken geprägt, auf die der Besucher hinunterblickt. Diese bilden die Mitte des Kirchenraumes:
Der dreischiffige Bau des späten 4. Jahrhunderts hatte einen leicht erhöhten Chor und eine Bodenheizung (Hypokaustum). Die größere zweite Basilika, deren Apsis unter Sant’ Elena freigelegt wurde, besaß einen Quadriportikus. Erhalten sind Reste der Mosaikfußböden beider Kirchen.

## Domherrenkreuzgang

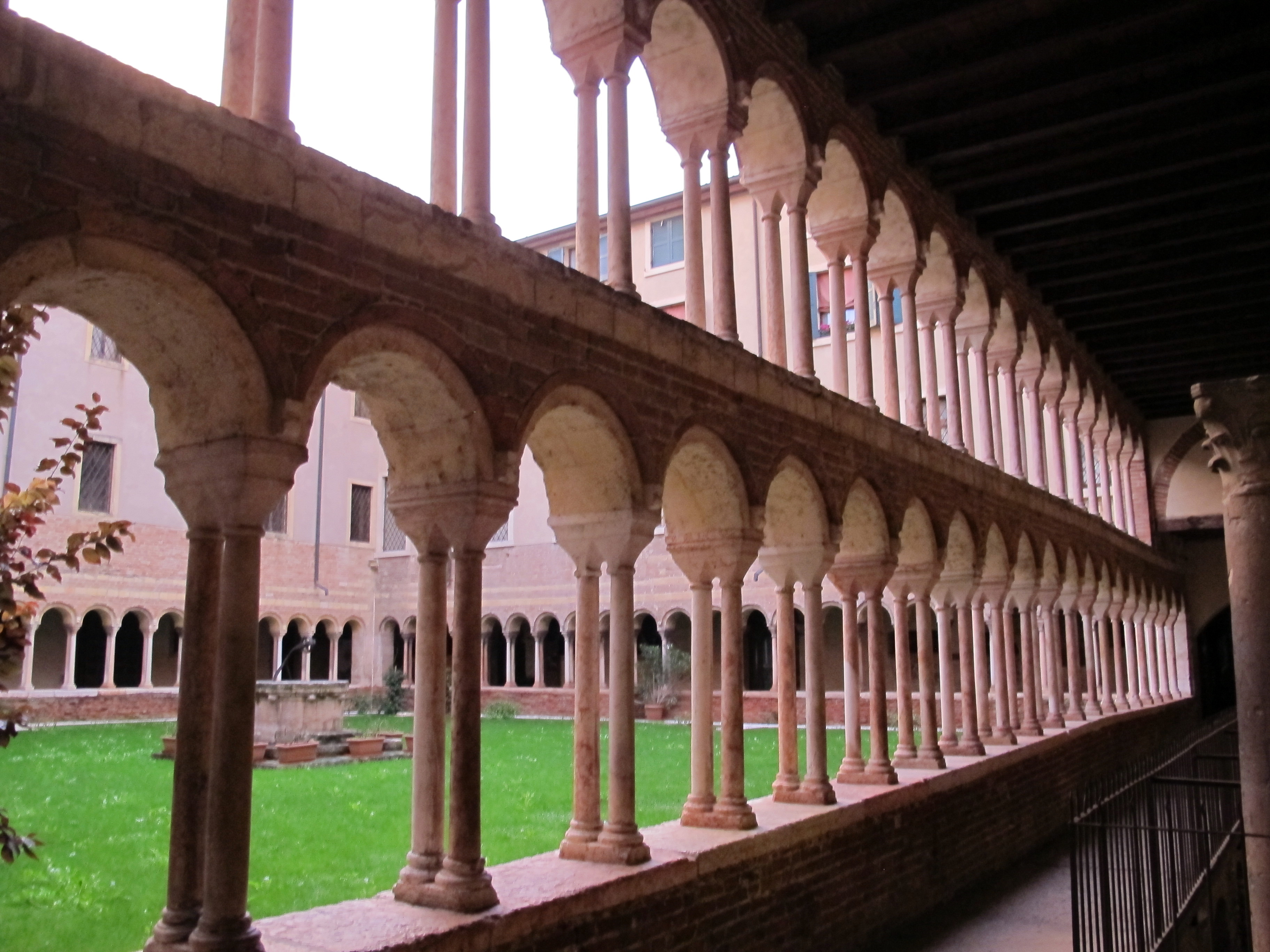
Domherrenkreuzgang: Säulen aus Marmor, Bögen aus Tuff und Backstein

Der Kreuzgang stammt aus der Erbauungszeit der Domkirche (um 1140).
Auch hier wurden Ausgrabungen der spätantiken Vorgängerkirche für den Betrachter zugänglich gemacht: Mosaikfußböden und Säulentrommeln. Eine Säule wurde wieder aufgerichtet.

## Kapitularbibliothek
Die an der Westseite anschließende Kapitularbibliothek (Biblioteca Capitolare) ist hervorgegangen aus dem Skriptorium der Schola Majoris Ecclesiae des 5. Jahrhunderts, einer Ausbildungsstätte für die Kleriker an der Hauptkirche von Verona. Das älteste datierte Dokument stammt aus dem Jahr 517. Als einzige der alten Bibliotheken ist sie seither in Betrieb. Am Anfang des 13. Jahrhunderts war durch die Kopistentätigkeit die Menge der Bücher zu einer Bibliothek angewachsen, und man ging vom Kopieren zum Ausleihen der Bestände über. Die Bibliothek wurde zum Beispiel von Dante Alighieri und Francesco Petrarca genutzt. Der heutige Bestand umfasst:
- 1.200 Manuskripte,
- 11.000 Pergamente,
- 245 Inkunabeln,
- 2.500 Bücher aus dem 16. Jahrhundert,
- 2.800 Bücher aus dem 17. Jahrhundert
- und weitere 70.000 Bücher.

Besondere Schätze sind:
- der Palimpsest Virgiliano, 5. Jh.
- De civitate Dei von Augustinus, 5. Jh.
- das Veroneser Rätsel (das älteste Zeugnis der italienischen Sprache), 8. Jh.
- der einzige erhaltene Kodex der Institutionen des Gaius,  5. Jh.
- die Iconografia Rateriana mit der frühesten Darstellung der Stadt Verona
- St. Hilarius, Tractatus super Psalmos und De Trinitate, 5. Jh.
- Evangeliarium Purpureo Veronese, 5. Jh.
- Sulpicius Severus, Vita Sancti Martini, 6. Jh.
- Martyrologium, 9. Jh.

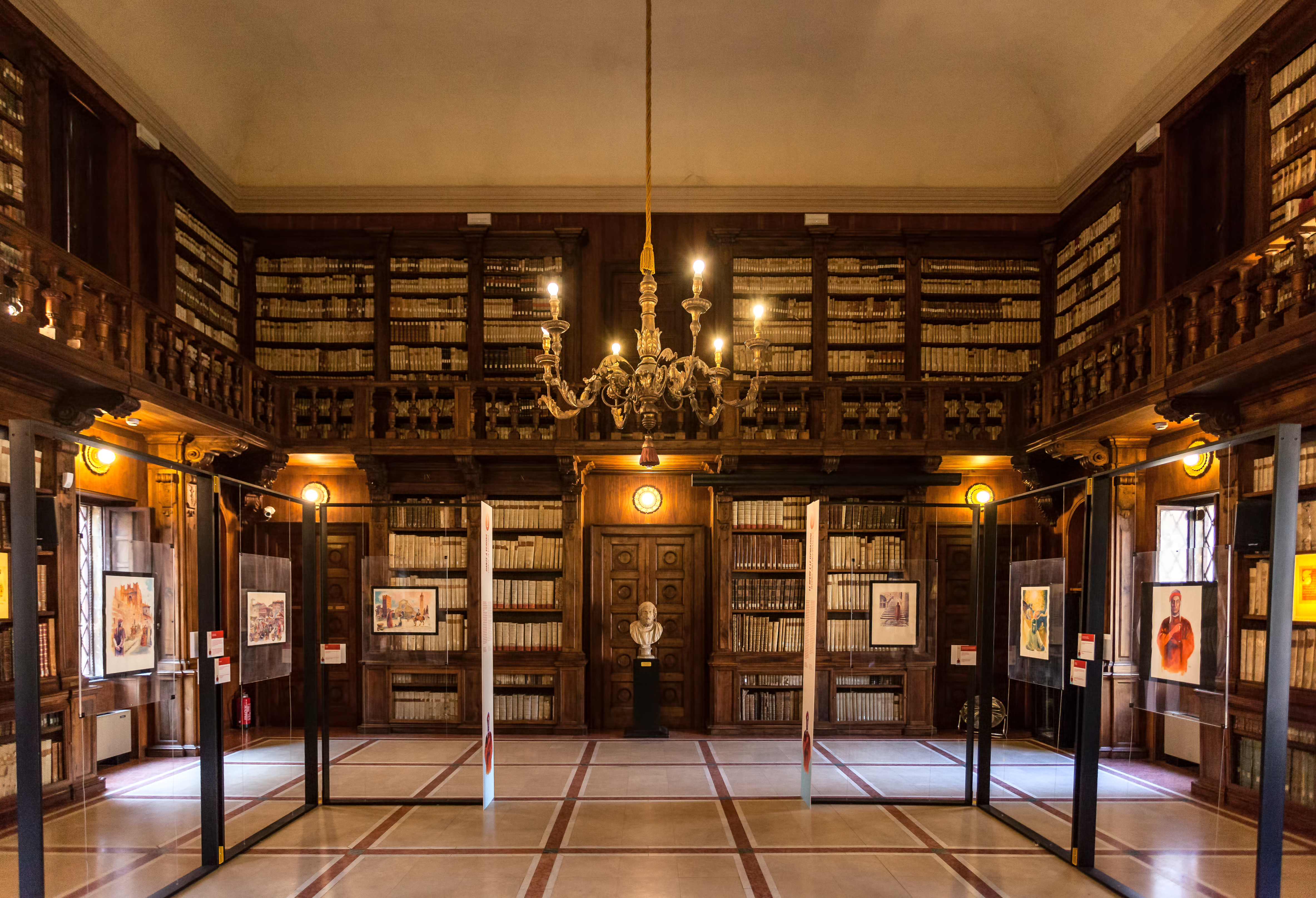
Innenansicht der Biblioteca Capitolare
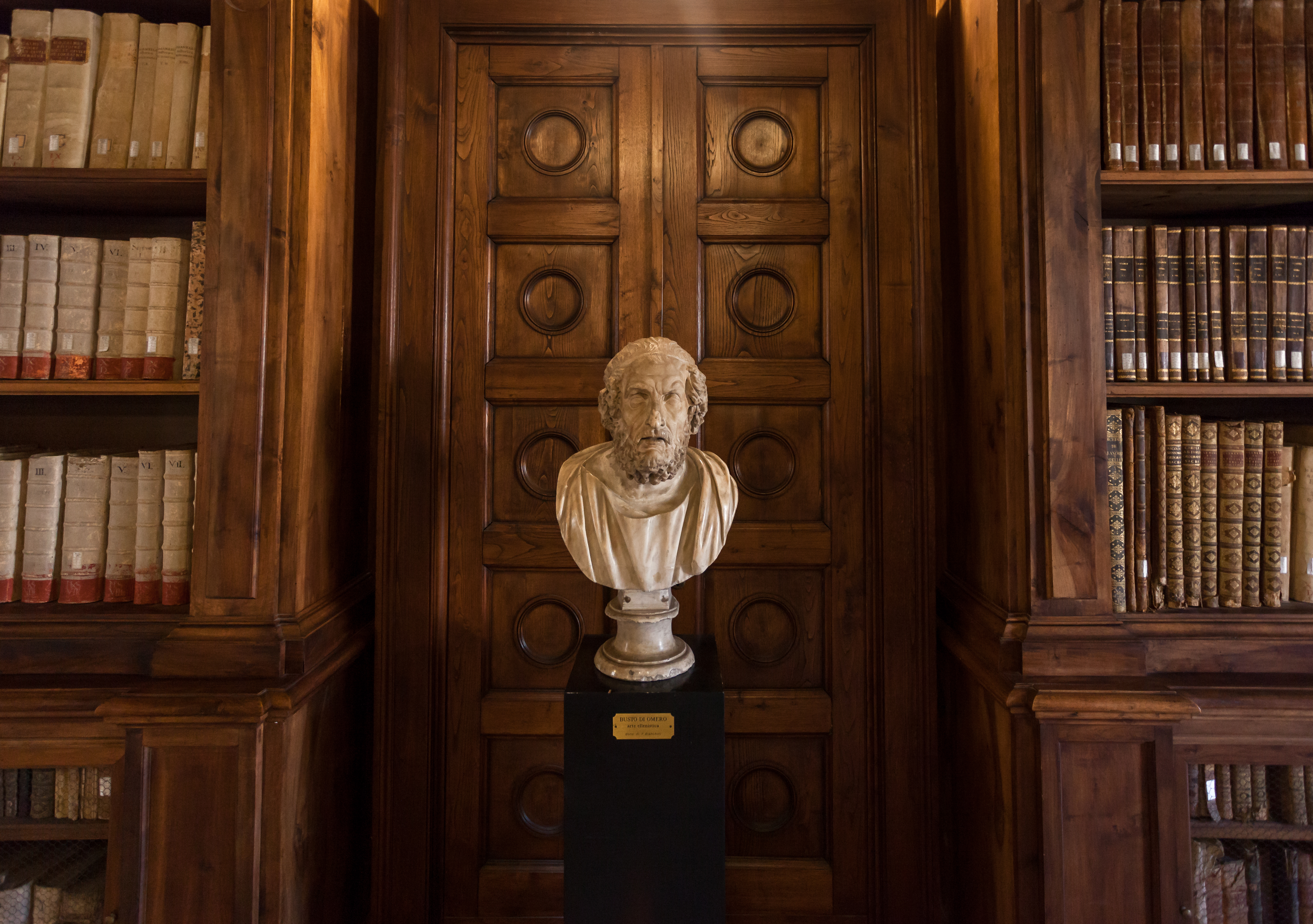
Statue
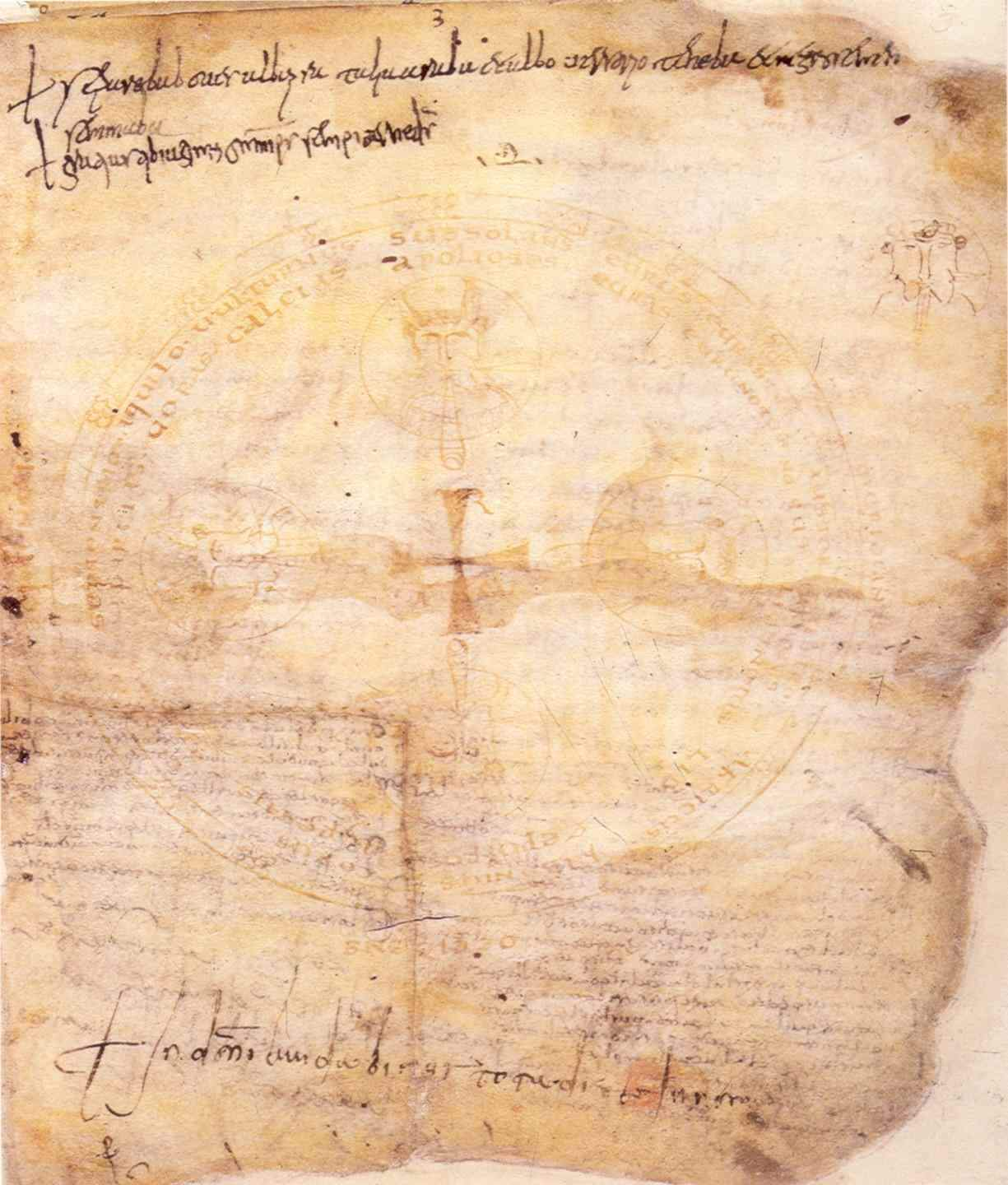
Das Veroneser Rätsel in der Kapitularbibliothek

## Bischofssitz
Der bischöfliche Palast wurde 1502 fertiggestellt. Seine Renaissancefassade weist Stilelemente auf, die venezianischen Einfluss erkennen lassen (Zinnen, Portal). Die spätromanischen Säulen in der Loggia stammen aus der Domkirche und wurden beim Bau des Palastes hierher versetzt.